# فیل‌لودولسین
فیل‌لودولسین (به انگلیسی: Phyllodulcin) با فرمول شیمیایی C۱۶H۱۴O۵ یک ترکیب شیمیایی با شناسه پاب‌کم ۱۴۶۶۹۴ است. که جرم مولی آن ۲۸۶٫۲۷ g/mol می‌باشد.